# Плесецкая епархия
Плесе́цкая епа́рхия — епархия Русской православной церкви, объединяющая приходы и монастыри в западной части Архангельской области (в границах Виноградовского, Каргопольского, Онежского и Плесецкого районов, а также города Мирный). Входит в состав Архангельской митрополии.

## История
Учреждена решением Священного Синода Русской православной церкви 9 марта 2017 года путём выделения из Архангельской епархии и административно включена в состав Архангельской митрополии. Пресс-секретарь Архангельской епархии Михаил Насонов так пояснил причины создания епархии: «Митрополит Архангельский и Холмогорский Даниил по объективным причинам уделяет основное внимание городскому конгломерату Архангельска-Новодвинска-Северодвинска, где проживает более половины жителей всей области и действует большинство православных храмов. Общая площадь Онежского, Каргопольского, Виноградовского и Плесецкого районов превышает размеры не только многих епархий, но и митрополий Русской православной церкви. Кроме того, в особом пастырском попечении нуждается контингент космодрома „Плесецк“, где несут службу тысячи воинов. Все это и обусловило создание новой Плесецкой епархии». Сам инициатор создания епархии митрополит Архангельский и Холмогорский Даниил (Доровских) отметил, что «В Архангельской митрополии появилась уже четвёртая епархия, и я считаю это даром Божиим. На Севере не хватает храмов и священников, и служение нового архиерея позволит изменить эту ситуацию. Епископ обычно берёт с собой нескольких помощников, приглашает священников из других регионов, рукополагает новых пастырей. Таким образом, идёт пополнение».
Правящим архиереем с титулом епископ Плесецкий и Каргопольский был избран иеромонах Александр (Зайцев), клирик Гатчинской епархии, по словам которого «Новообразованная Плесецкая епархия в составе Архангельской митрополии располагается в землях Русского Севера, где по соседству с древними памятниками церковного зодчества и нетронутой цивилизацией природой находятся современные города, история которых связана с развитием космической деятельности». В качестве кафедральных городов были определены Плесецк и Мирный.

## Епископы
- с 30 апреля 2017 года — Александр (Зайцев)

## Благочиния
Епархия разделена на 5 церковных округов:
- Виноградовское благочиние
- Каргопольское благочиние
- Мирнинское благочиние
- Онежское благочиние
- Плесецкое благочиние

## Монастыри
действующие
- Александро-Ошевенский монастырь (мужской; деревня Погост, Каргопольский район)
- Богоявленский Кожезерский монастырь (женский; посёлок Шомокша, Онежский район)

Упразднённые
- Онежский Кийский Крестный монастырь (мужской; остров Кий в Онежской губе Белого моря)
- Каргопольский Успенский монастырь (женский; Каргополь)
- Кирилло-Челмогорский монастырь (мужской; муниципальное образование «Печниковское», Каргопольский район) разрушен
- Макарьевская Хергозерская пустынь (мужской; муниципальное образование «Печниковское», Каргопольский район)
- Спасо-Преображенский монастырь (мужской; Каргополь)